# Can Santeugini (masia)
Can Santeugini és una masia de Castellbisbal (Vallès Occidental) protegida com a Bé Cultural d'Interès Local.

## Descripció
Es tracta d'una masia envoltada per un mur, es compon de diferents edificis, essent el principal l'habitatge. Aquesta, té planta baixa, pis, un portal de punt rodó i està coberta a dues vessants.
Els elements de la façana estan ordenats simètricament.
A uns dels cossos adossats s'hi obren galeries a l'altura del primer pis, i a un extrem de mur, hi ha una torre circular que fou emprada com a molí de vent i que està realitzada amb llenguatge neogòtic.
Per sobre de la porta d'entrada s'hi pot observar la data de 1866 que correspon a l'edificació dels porxos i del mur.